# Casal del Molí Vell (Gelida)
El Casal del Molí Vell és una obra noucentista de Gelida (Alt Penedès) protegida com a Bé Cultural d'Interès Local.

## Descripció
Edifici aïllat, situat dintre del complex industrial de la fàbrica de paper Guarro. Té planta rectangular i consta de planta baixa, un pis i golfes, sota coberta de quatre vessants, de teula àrab. L'accés al primer pis es fa per escala exterior de dos trams rectes amb replà d'un quart de volta. En un dels laterals hi ha un porxo (actualment tancat), coronat a l'altura del primer pis per una terrassa amb balustres. L'obra, que recull elements constructius traicionals, s'inscriu dintre del llenguatge noucentista.

## Història
El Casal del Molí Vell va ser construït entre 1920-1921 per l'arquitecte Antoni Puig i Gairalt, a fi d'instal·lar-hi el menjador del personal de la fàbrica Guarro a la planta baixa i l'escola i biblioteca al primer pis. Actualment és utilitzat com a habitatge i seu de les oficines de l'empresa.